# エコノミックアニマル
エコノミックアニマルは、高度経済成長期の日本人に対して用いられていた言葉。

## 概要
高度経済成長期の日本人は経済上の利潤追求を第一義として活動していたために国外からこのように呼ばれていた。
このエコノミックアニマルというのは当初は褒め言葉であったとされる。1965年のアジア・アフリカ会議でパキスタンの外務大臣が、日本人の経済活動を評価するという意味で日本人はエコノミックアニマルのようであると評していた。ウィンストン・チャーチルは政治にかけての才能がずば抜けているためにポリティカル・アニマルと呼ばれていたのに倣い、日本人は経済活動にかけてはずば抜けた才能があるために将来の日本は立派な経済大国になるだろうと評価されていたためにこのように呼ばれるようになっていた。これが後の時代に日本企業が東南アジア諸国に進出した際に、このことへの反発から日本人への蔑称としてこの言葉が用いられるようになっていった。そして1980年代末のバブル景気の頃までは金儲けのことしか考えない無粋であるかのような意味でエコノミックアニマルと呼ばれていた。この時代の日本人は、戦後の高度経済成長によって経済大国となったことは評価されていたかもしれないが、急増した海外旅行をする日本人はどこに行っても集団で行動してブランド品や土産を買う姿は奇異に見られていた。
2012年の中国人民大学出版社の書籍によると、かつて日本人にはエコノミックアニマルという言葉が投げかけられていたが、現在では中国人にもこの言葉が投げかけられている。日本人に投げかけられていたエコノミックアニマルには日本人は勤勉であるという賞賛の念も含まれていたが、中国人に投げかけられていたエコノミックアニマルには賞賛の念が無いとしている。